# 浅水城
浅水城（あさみずじょう）は、青森県三戸郡五戸町にあった日本の城。四戸城の候補地。浅水川左岸の丘陵に位置し、曲輪は本曲輪、二の曲輪、三の曲輪からなる。浅水川を挟んだ対岸には浅水館、工藤屋敷と呼ばれる城館があった。

## 沿革
築城時期は不明。初め四戸氏がいたと推測される（またはこの地に入部したことから四戸姓を名乗ったとも）。一時、謀反を起こした工藤氏の一族の居城となるが天文（1532年-1555年）年間に南部氏との抗争に敗れ、その後、戦国期には三戸南部氏の支配下となった。
三戸南部22代政康の三男長義は五戸と浅水を知行して浅水氏と名乗ったが、三戸城の南側に屋敷があったため、南殿と称された（現地案内標識にはこのころ永正年中（1504年-1520年）の築城と記載）。永禄年間（1558年-1570年）の南部一族内訌のさい、信直派に属し反晴政派となったため、南部晴政の攻撃をうけた。
南氏3代盛義のころ、天正19年（1591年）九戸政実の乱において、櫛引氏の攻撃を受けたがこれを撃退し敗走させるが、櫛引氏を深追いした盛義は法師岡館付近で壊滅、討死した。その後は弟の直義が継ぐ。
寛永8年（1631年）に南氏5代南部利康（南部宗家より養子として入城）が24歳にて没し、廃城となったとされる。
2021年（令和3年）現在は八幡宮となっており、参道は途中分岐し寶福寺に続く。

## 地理
現青森県道142号倉石五戸線が、青森県道233号浅水南部線に合流する箇所に存在する。青森県道233号浅水南部線は国道4号以前の陸羽街道であり、その南端には本三戸城とされる聖寿寺館ならびに最後の城主・利康の霊廟がある。古陸羽街道は県道より東側、浅水城に隣接する寶福寺前で青森県道233号浅水南部線に合流し、城の東北東300メートルの地点から山際を北上、五戸の中心部へと至る。もし仮に浅水城が四戸城であるとした場合、本三戸城・四戸城・五戸城（詳細地不明）が古街道沿いにほぼ一直線に並ぶことになる（さらに一戸から六戸までが番号順に並ぶ）ため、四戸城の候補として有力である。
一方、浅水川を下るのと並行し国道454号を東にたどると根城に至る。浅水城より約3キロメートルほど下った南岸丘陵に野沢（ぬさ）城跡（現在は稲荷宮）があり、こちらの築城は文明年間（1469年-1486年）南部重義とされる。国道4号がなければ互いに見通せる距離となる。

## 参考資料
- 「角川日本地名大辞典」編纂委員会『角川日本地名大辞典 2 青森県』角川書店、1985年12月1日。ISBN 4-04-001020-5。
- （有）平凡社地方資料センター『日本歴史地名大系 第2巻 青森県の地名』平凡社、2002年6月。ISBN 4-582-91021-1。
- 児玉幸多、坪井清足『日本城郭大系 第2巻 青森・岩手・秋田』新人物往来社、1980年7月15日。